# Léonard Rosseeuw
Léonard-François-Jacques Rosseeuw, né le 10 janvier 1805 à Courtrai et mort le 6 avril 1889 à Courtrai, est un avocat et homme politique belge, membre du Congrès national. Il est le père de Léon Rosseeuw.

## Source
- Joseph De Béthune, Biographie nationale de Belgique, t. XX, 1908-1910, col. 159